# Nordstrand-Klasse
Die Nordstrand-Klasse ist eine Serie von sechs Hafenschleppern der Klasse 725, die für die Deutsche Marine gebaut wurden.

## Allgemeines
Als Ersatz für die „Kleinen Hafenschlepper“ der Lütje-Hörn-Klasse (Klasse 723) wurde die Nordstrand-Klasse in zwei Losen bei Orenstein & Koppel in Lübeck (Typ A) und bei der Husumer Schiffswerft (Typ B) in Auftrag gegeben. Der Rumpf ist aus Stahl und durch fünf Schotte in sechs Abteilungen unterteilt. Zwei Voith-Schneider-Propeller des Typs 24 G II/165 verleihen den Hafenschleppern eine gute Manövrierfähigkeit und einen Pfahlzug von 23 tbp.
Beide Typen sind mit einem Feuerlöschmonitor ausgerüstet. Die Schlepper des Typs A haben zusätzlich einen geschlossenen Windenfahrstand auf dem Hauptdeck, einen Faltkran und einen schwingend gelagerten Decksaufbau.
Die zunächst als Ersatz für die „Großen Hafenschlepper“ der Sylt-Klasse (Klasse 724) geplanten weiteren Neubauten wurden aufgrund neuer Stationierungsentscheidungen nicht realisiert. Seit der Außerdienststellung der Eisvogel-Klasse wird die Nordstrand-Klasse auch als Schlepper von Seezielschießscheiben eingesetzt.
Im Oktober 2015 sind die drei an der Ostsee stationierten Schlepper in Kiel zusammengeführt worden, weil sie dort besser ausgelastet sind.

## Einheiten
| Schiffsnummer | Name       | Kennung | Rufzeichen | Bauwerft             | Baunummer | Indienststellung  | Marinestützpunkt        |
| ------------- | ---------- | ------- | ---------- | -------------------- | --------- | ----------------- | ----------------------- |
| 725A/01       | Nordstrand | Y 817   | DRLQ       | Orenstein & Koppel   | 776       | 20. Januar 1987   | Kiel, zuvor Eckernförde |
| 725A/02       | Langeness  | Y 819   | DRLS       | Orenstein & Koppel   | 778       | 25. Februar 1987  | Kiel, zuvor Warnemünde  |
| 725A/03       | Vogelsand  | Y 816   | DRLP       | Orenstein & Koppel   | 777       | 14. April 1987    | Wilhelmshaven           |
| 725B/04       | Lütje Hörn | Y 812   | DRLL       | Husumer Schiffswerft | 1513      | 31. Mai 1990      | Kiel                    |
| 725B/05       | Scharhörn  | Y 815   | DRLO       | Husumer Schiffswerft | 1514      | 1. Oktober 1990   | Wilhelmshaven           |
| 725B/06       | Knechtsand | Y 814   | DRLN       | Husumer Schiffswerft | 1515      | 16. November 1990 | Wilhelmshaven           |

Benannt sind die Schlepper nach friesischen Inseln und Sandbänken. Die bei Orenstein & Koppel gebauten Schlepper waren die letzten Neubauten dieser traditionsreichen Werft.

## Trivia
Zu Beginn der Expo am Meer, einem Außenprojekt der Expo 2000, schleppten 250 Modelleisenbahnlokomotiven des Typs Deutsches Krokodil die Knechtsand über eine Distanz von sechs Metern durch das Hafenbecken der Wiesbadenbrücke. Das reichte für einen Eintrag in das Guinness-Buch der Rekorde.